# Accordo Churchill-Stalin sui Balcani

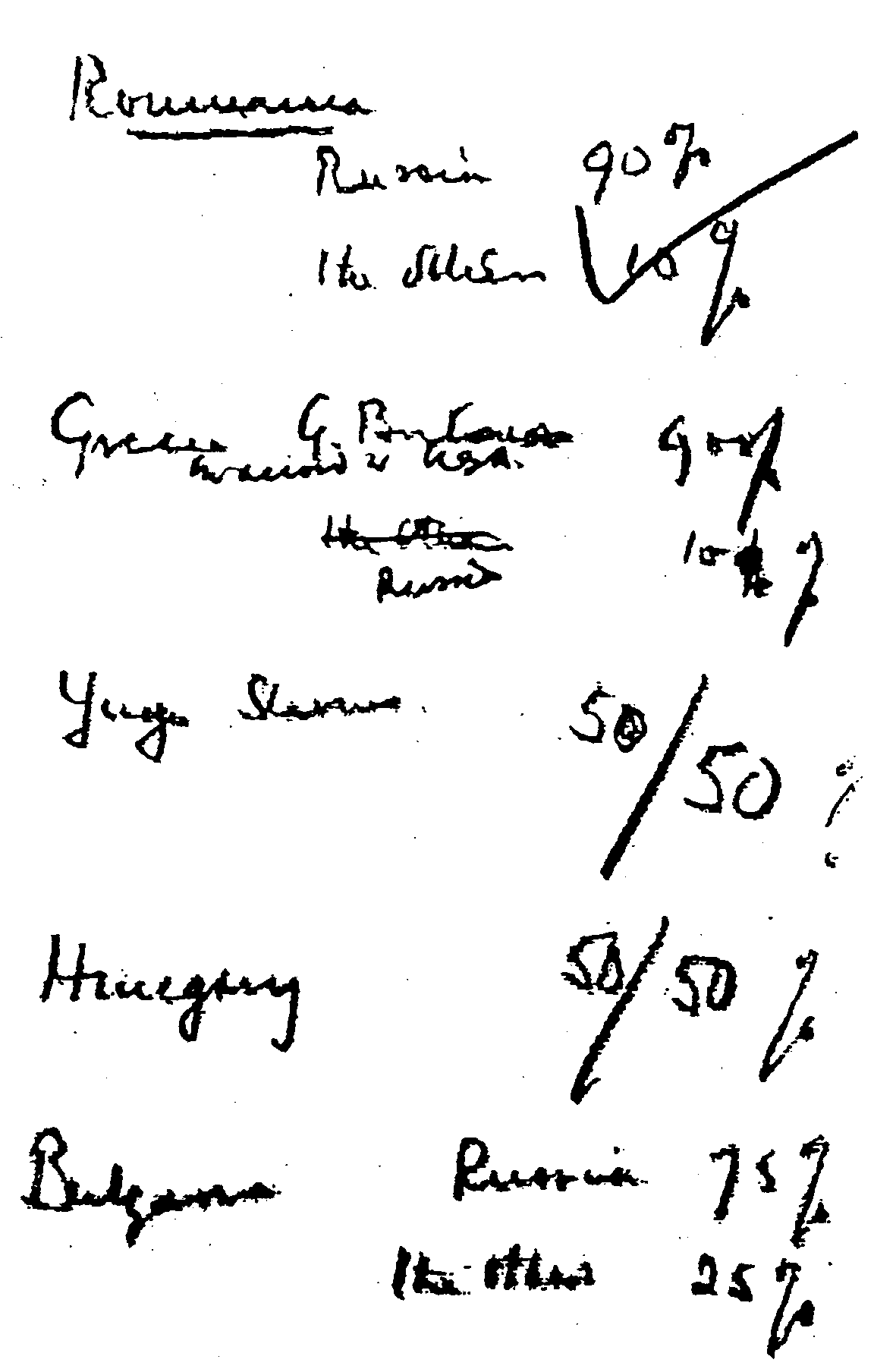
Copia di Churchill del suo accordo segreto con Stalin

L'accordo di Churchill-Stalin sui Balcani fu un accordo informale tra il Primo ministro britannico Winston Churchill e il leader sovietico Iosif Stalin durante la quarta conferenza di Mosca nell'ottobre 1944. Esso trattava la divisione percentuale del controllo sui paesi dell'Europa orientale, dividendoli in sfere di influenza. Franklin Roosevelt fu consultato provvisoriamente e aderì all'accordo. Il contenuto dell'accordo fu reso pubblico per la prima volta da Churchill nel 1953 nel volume finale del suo libro di memorie. L'ambasciatore americano Averell Harriman, che avrebbe dovuto rappresentare Roosevelt in questi incontri, fu escluso dalla discussione.
In ottobre i sovietici avevano già occupato la Romania e la Bulgaria e avevano raggiunto la Jugoslavia, l'Ungheria e la Grecia. Tra il 9 e l'11 ottobre, in una serie di incontri, prima di Stalin e Churchill e poi dei loro ministri degli Esteri, essi avevano già delineato una vaga distribuzione di influenze nella regione. Sebbene le percentuali esatte non avessero un ruolo importante, l'accordo stesso serviva a dissipare la tensione tra britannici e sovietici, palpabile il mese precedente. Gli inglesi furono i primi a trasformare l'accordo in un patto di controllo politico della regione, con l'attacco ai guerriglieri sotto il controllo comunista in Grecia, ELAS, nell'ottobre 1944. I sovietici, secondo la loro interpretazione dell'accordo, non aiutarono né la guerriglia greca né la appoggiarono attraverso la propaganda. A gennaio del 1945 i sovietici permisero ai comunisti rumeni di spezzare la coalizione di governo e prendere il potere a marzo. Churchill accettò l'azione sovietica come conseguenza del patto. Questo fu uno dei numerosi accordi tra le grandi potenze che portarono gradualmente allo scontro tra loro nel dopoguerra.

## La "strategia mediterranea" di Churchill
Winston Churchill, durante la seconda guerra mondiale, divenne dolorosamente consapevole che la Gran Bretagna aveva speso gran parte delle proprie risorse nella guerra e stava diventando economicamente dipendente dal sostegno americano. Egli era consapevole che l'Unione Sovietica sarebbe stata una potenza molto più forte di quella che era stata prima della guerra, mentre la Gran Bretagna sarebbe stata una potenza molto più debole di quanto non fosse prima della guerra. Churchill voleva assicurarsi il Mediterraneo, e questo implicava l'impedire ai comunisti di arrivare al potere in Italia, Grecia e Jugoslavia; egli riteneva infatti che, qualora fossero giunti al potere, i governi comunisti di quei paesi avrebbero permesso all'Unione Sovietica di impiantare nell'area stabili basi aeree e navali che avrebbero minacciato l'egemonia britannica nel Mediterraneo. Il canale di Suez e il Mar Mediterraneo costituivano infatti una rotta marittima chiave tra la Gran Bretagna e le sue colonie in Asia, in particolare l'India, insieme ai domini di Australia e Nuova Zelanda. Era anche la rotta principale utilizzata dalle petroliere per trasportare petrolio dal Medio Oriente alla Gran Bretagna. Quindi Churchill e altri funzionari britannici intendevano mantenere l'Egitto nella sfera di influenza britannica continuando l'occupazione militare iniziata già nel 1882 e considerata permanente in Gran Bretagna. Per Churchill era fondamentale, inoltre, garantire che le nazioni del Mediterraneo come l'Italia e la Grecia fossero nella sfera di influenza britannica dopo la guerra. Durante la guerra, Italia, Grecia e Jugoslavia avevano tutti partiti comunisti molto forti e in crescita.
Sebbene Churchill apprezzasse il fatto che l'Unione Sovietica per gran parte della guerra stesse conducendo la maggior parte dei combattimenti contro la Germania, sosteneva anche una "strategia mediterranea" anglo-americana per colpire il presunto "ventre molle" dell'Asse nel Mediterraneo e avanzare nell'Europa orientale tanto da impedire all'Armata Rossa di avanzare verso ovest quanto di vincere la guerra. La "strategia mediterranea" di Churchill causò molta tensione con gli americani, che preferivano combattere e sconfiggere la Wehrmacht nell'Europa nord-occidentale.
La strategia di Churchill chiedeva agli Alleati di assumere il controllo del Nord Africa, per poi invadere l'Italia, che a sua volta sarebbe stata utilizzata come base per l'invasione dei Balcani. È stata descritta dallo storico David Carlton come una strategia in gran parte basata su di una visione profondamente anti-comunista, e mirante a far penetrare il più possibile gli eserciti alleati nell'Europa orientale per impedire all'Armata Rossa di spostarsi a molto verso ovest. Carlton notò anche la contraddizione nella strategia di Churchill, che prevedeva che l'Unione Sovietica facesse la maggior parte dei combattimenti e prendesse le perdite più pesanti, mentre allo stesso tempo supponeva che la Gran Bretagna sarebbe stata in grado di intervenire al momento giusto per fermare l'Armata Rossa nella sua avanzata verso ovest.
Come corollario della sua "strategia mediterranea", Churchill sostenne i piani per una federazione del dopoguerra di Austria e Ungheria come un modo per limitare l'influenza sovietica nell'Europa orientale, favorendo una pace tranquilla con gli ungheresi. Churchill era particolarmente riluttante a dichiarare guerra all'Ungheria, e lo fece solo sotto una forte pressione sovietica. Nel 1942, i governi in esilio firmarono trattati per una federazione postbellica che univa Jugoslavia e Grecia, e un'altra federazione che univa Polonia e Cecoslovacchia; Churchill sperava che la proposta federazione austro-ungarica potesse servire da collegamento per un super-stato dell'Europa orientale che si estende dal Baltico al Mediterraneo e che avrebbe collocato gran parte dell'Europa orientale nella sfera di influenza occidentale. Il primo ministro ungherese Miklós Kállay era convinto nel 1943 che le potenze dell'Asse erano destinate a perdere la guerra, e il suo principale interesse era quello di garantire che l'Ungheria firmasse un armistizio con la Gran Bretagna e gli Stati Uniti prima che l'Armata Rossa arrivasse in Ungheria. Per tutto il 1943, i diplomatici ungheresi in Turchia furono segretamente in contatto con diplomatici britannici e americani, dicendo loro che il loro governo non desiderava più combattere con la Germania. Il 9 settembre 1943, a bordo di uno yacht nel Mar di Marmara, appena fuori Istanbul, l'ambasciatore britannico in Turchia, Sir Hughe Knatchbull-Hugessen firmò segretamente un armistizio con il diplomatico ungherese László Veress in base al quale le forze ungheresi si arrendevano alle forze britanniche e americane dal momento in cui queste avessero messo piede in Ungheria; significativamente, l'armistizio segreto era vago su qualunque cosa e si poteva applicare anche alle forze sovietiche.  Kállay respinse l'armistizio quando venne a sapere che includeva la richiesta alleata di resa incondizionata; il 10 settembre il console ungherese a Istanbul, Dezső Újvary, disse invece a  Sir Ronald Hugh Campbell che il suo governo avrebbe rispettato i termini di l'armistizio segreto. La volontà del governo ultra-conservatore ungherese, dominato dall'aristocrazia e dalla nobiltà, era quella di raggiungere la Gran Bretagna, con l'anglofilo Veress che parlava molto delle speranze di legami anglo-ungarici più stretti dopo la guerra, e sperava che l'Ungheria rientrasse nella sfera di influenza britannica nel mondo postbellico.

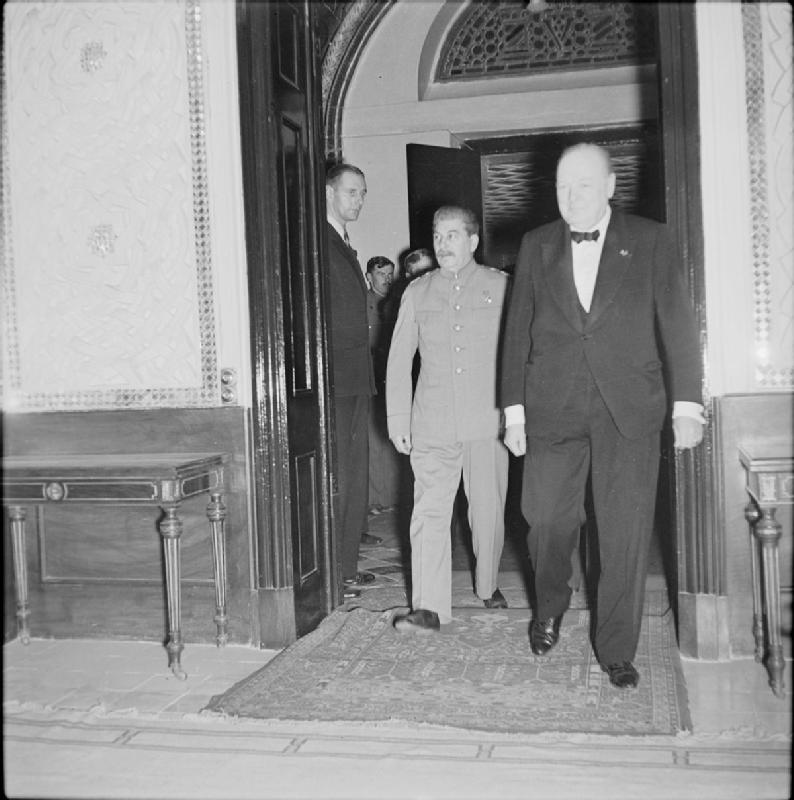
Stalin e Churchill a Teheran alla fine di novembre 1943. Churchill cercò di frenare l'avanzata politica nei Balcani nel 1944 attraverso l'accordo sulle zone di controllo, nonostante il sospetto americano.

In Italia e in Grecia il sostegno alle monarchie esistenti fu considerato da Churchill come il modo migliore per mantenere i comunisti fuori dal potere. Dopo la guerra causò anche tensioni con gli americani, che si opponevano al comportamento del re Vittorio Emanuele III in Italia e del re Giorgio II in Grecia che avevano sostenuto entrambi i regimi fascisti e screditato le Case di Savoia e Glücksburg. In opposizione a Churchill, che preferiva non solo conservare le monarchie in Italia e in Grecia, ma anche mantenere al potere uomini che sostenevano il fascismo come il maresciallo Pietro Badoglio, Roosevelt era molto più aperto a far sì che l'Italia e la Grecia diventassero repubbliche dopo la guerra, preferendo gli uomini di posizioni di sinistra liberali e moderate come i futuri leader del dopoguerra. Tuttavia, il fatto che non esistevano forze sovietiche che avessero combattuto in Italia, diminuì le paure di Churchill che il Partito Comunista Italiano salisse al potere dopo la guerra. Sapendo che le forze dell'Armata Rossa in Ucraina erano molto vicine alla Romania, suggeriva che probabilmente i sovietici sarebbero entrati prima in quella nazione. Nel maggio 1944, il segretario agli esteri britannico Sir Anthony Eden incontrò Fedor Tarasovich Gusev, l'ambasciatore sovietico presso la corte di San Giacomo, per discutere di un accordo in base al quale la Grecia si sarebbe trovata nella sfera d'influenza britannica in cambio della Romania nella sfera d'influenza sovietica.
La Jugoslavia non era considerata importante quanto l'Italia e la Grecia. Churchill aveva sollecitato nel giugno 1944 un governo di coalizione che avrebbe visto il governo provvisorio della Jugoslavia federale democratica proclamato dal maresciallo Josip Broz Tito nel 1943 unirsi al governo jugoslavo in esilio con sede in Londra guidata dal re Pietro II. Churchill sperava che con l'aiuto di Stalin potesse convincere Tito ad accettare il re Pietro II, credendo che il mantenimento della Casa di Karađorđević avrebbe assicurato che la Jugoslavia sarebbe rimasta almeno parzialmente nella sfera di influenza britannica dopo la guerra.
Verso la Grecia, la politica britannica, come affermato in un documento interno, era "di mantenerla nella sfera di influenza britannica, e ... una Grecia dominata dalla Russia non sarebbe conforme alla strategia britannica in Oriente Mediterraneo". Sapendo che la principale forza di resistenza in Grecia era l'EAM (Ethnikó Apeleftherotikó Métopo - Fronte di liberazione nazionale) dominato dai comunisti, la politica britannica consisteva nel sostenere l'EAM come un modo per legare le forze tedesche che altrimenti avrebbero potuto combattere contro gli inglesi, ma allo stesso tempo per impedire all'EAM di salire al potere e garantire che il governo greco in esilio con sede al Cairo tornasse in Grecia. Data l'importanza che Churchill attribuiva alla Grecia, desiderava moltissimo un accordo con Stalin in base al quale Mosca avrebbe accettato la Grecia come parte della sfera di influenza britannica.

Il 4 maggio 1944, Churchill fece al suo ministro degli Esteri, Anthony Eden, la domanda retorica: "Intendiamo acconsentire alla comunistizzazione dei Balcani e forse dell'Italia?" Churchill rispose alla sua stessa domanda dicendo che la Gran Bretagna deve "resistere all'infusione e all'invasione comunista ". Il tentativo di lavorare sulle sfere di influenza per i Balcani portò Gusev a chiedere se gli americani fossero inclusi. Eden assicurò a Gusev che gli americani avrebbero appoggiato l'accordo sulle sfere di influenza, ma quando gli fu chiesto, il Dipartimento di Stato rispose fermamente che non era politica degli Stati Uniti stipulare accordi che avrebbero violato la Carta atlantica. Collocato in una posizione difficile, Churchill fece appello direttamente a Roosevelt. Lo storico britannico David Carlton lo racconta:
[Churchill ha detto a Franklin Roosevelt] il 31 maggio ... il proposto accordo anglo-sovietico si applicava solo alle condizioni di guerra e non era un tentativo per colpire i Balcani. Roosevelt non fu impressionato e l'11 giugno sostenne che il risultato sarebbe stato "la divisione della regione balcanica in sfere di influenza, nonostante l'intenzione dichiarata di limitare l'accordo alle questioni militari". Churchill ha quindi sollecitato il Presidente a dare il proprio consenso all'accordo per tre mesi. E il 13 Roosevelt cedette piuttosto debolmente ... Questa si rivelò una decisione di grande importanza.

## L'accordo
| Paesi      | Percentuale URSS | Percentuale Regno Unito |
| ---------- | ---------------- | ----------------------- |
| Bulgaria   | 75% → 80%        | 25% → 20%               |
| Grecia     | 10%              | 90%                     |
| Ungheria   | 50% → 80%        | 50% → 20%               |
| Romania    | 90% → 100%       | 10% → 0%                |
| Jugoslavia | 50%              | 50%                     |

Il vertice anglo-sovietico a Mosca, iniziato il 9 ottobre 1944, fu in gran parte provocato dalla questione bulgara, in particolare la possibilità di una "maggiore Bulgaria" dopo la guerra nella sfera di influenza sovietica insieme alla possibilità che tutti i Balcani, compresa l'Ungheria, avrebbero potuto essere presto occupati dall'Armata Rossa. Roosevelt, dopo aver accuratamente studiato i Balcani per gran parte della guerra, aveva iniziato a interessarsi alla regione. Nell'ottobre 1944, Roosevelt era impegnato nella sua campagna di rielezione per il quarto mandato, quindi per lui fu impossibile partecipare al vertice di Mosca come avrebbe voluto. Roosevelt chiese che all'ambasciatore americano in Unione Sovietica, W. Averell Harriman, fosse permesso di partecipare al vertice come suo osservatore, ma fu educatamente rifiutato.
Winston Churchill propose l'accordo, in base al quale il Regno Unito e l'URSS concordavano di dividere l'Europa in sfere di influenza, con un paese che ha "predominio" in una sfera e l'altro paese che ha "predominanza" in un'altra sfera. Nella trascrizione britannica delle conversazioni, il principale timore di Churchill era che la prospettiva già imminente di una guerra civile in Grecia potesse essere la causa di una guerra anglo-sovietica con i sovietici a sostegno dell'EAM e gli inglesi a sostegno del re. Dopo aver discusso della Polonia, Churchill disse a Stalin che la Romania era "molto un affare russo" e l'armistizio sovietico-rumeno era "ragionevole e mostrò molto realismo nell'interesse della pace generale in futuro". Churchill affermò quindi che "la Gran Bretagna deve essere la principale potenza del Mediterraneo", che richiedeva di avere la Grecia nella sfera di influenza britannica. Ben presto fu raggiunto un accordo con Grecia e Romania, ma Bulgaria, Jugoslavia e Ungheria si rivelarono più difficili.
Churchill suggerì che l'Unione Sovietica avrebbe avuto il 90% di influenza in Romania e il 75% in Bulgaria; il Regno Unito dovrebbe avere il 90% in Grecia e dovrebbero avere il 50% ciascuno in Ungheria e Jugoslavia. Churchill lo scrisse su un pezzo di carta che spinse a Stalin, che lo spuntò e lo restituì. Il risultato di queste discussioni fu che le percentuali di influenza sovietica in Bulgaria e, più significativamente, in Ungheria furono modificate all'80% e la Romania al 100%.
Churchill lo definì un "documento insoddisfacente". Dopo aver discusso dei Balcani, Churchill e Stalin si rivolsero alle proposte sulle Nazioni Unite. Churchill cedette alla richiesta di Stalin che le grandi potenze avrebbero dovuto avere il diritto porre il veto sulle controversie territoriali che coinvolgevano se stesse, dando l'esempio di come la Cina, sostenuta dagli Stati Uniti, chiedeva il ritorno di Hong Kong dopo la guerra, che Churchill considerava una richiesta oltraggiosa. Dato che gli Stati Uniti avevano rifiutato di riconoscere i guadagni territoriali sovietici del 1939-40, il messaggio di Churchill era chiaro qui, vale a dire che vi era un qui pro quo secondo cui il Regno Unito avrebbe sostenuto l'Unione Sovietica riguadagnando le frontiere del 1941 in cambio del sostegno alla Gran Bretagna per riconquistare le sue colonie asiatiche che erano state perse in Giappone, a cui gli Stati Uniti erano contrari. Churchill era stato infastidito dal sostegno americano alla pretesa della Cina di essere una grande potenza e stava tentando di assicurarsi il sostegno sovietico contro la campagna sino-americana per un maggiore potere in Cina. Una volta che l'argomento tornò nei Balcani, Stalin obiettò alla richiesta britannica di influenza in Bulgaria, e presto si scoprì che il vero problema era la Turchia.

Secondo la trascrizione britannica, Stalin disse: "se la Gran Bretagna fosse interessata al Mediterraneo, allora la Russia sarebbe ugualmente interessata al Mar Nero". Stalin affermò che la convenzione di Montreux del 1936 che governava lo stretto turco era di parte contro l'Unione Sovietica e che doveva essere rivista. Stalin sosteneva che se la Gran Bretagna aveva il diritto di controllare il canale di Suez indipendentemente da ciò che sentivano gli egiziani e allo stesso modo gli Stati Uniti avevano il diritto di controllare il canale di Panama indipendentemente da ciò che sentivano i panamensi, così anche l'Unione Sovietica aveva il diritto di controllare gli stretti turchi indipendentemente da ciò che provavano i turchi. Churchill strappò a Stalin la promessa che l'Armata Rossa non sarebbe entrata in Grecia, e  di "frenare i comunisti in Italia e di non agitarli“, lasciando  che la "pura democrazia" decidesse qualunque cosa rimanesse monarchia o diventasse repubblica. Stalin rispose che:
"... era difficile influenzare i comunisti italiani. La posizione dei comunisti differiva nei diversi paesi. Dipendeva dalla loro situazione nazionale. Se Ercoli [Palmiero Togliatti, segretario generale del partito comunista italiano] fosse a Mosca, il maresciallo Stalin potrebbe ma era in Italia, dove le circostanze erano diverse. Poteva mandare il maresciallo Stalin al diavolo. Ercoli poteva dire di essere un italiano e dire al maresciallo Stalin di farsi gli affari suoi ... Tuttavia, Ercoli era un uomo saggio, non un estremista, e non inizierebbe un'avventura in Italia ".
In un telegramma inviato a Roosevelt l'11 ottobre, Churchill scrisse: "Stalin e io dovremmo cercare di avere una mentalità comune sui Balcani, in modo che possiamo evitare lo scoppio della guerra civile in diversi paesi, quando probabilmente io e te saremmo in sintonia con una parte e UJ ["Zio Joseph" - Stalin] con l'altra. Ti terrò informato di tutto ciò, e nulla sarà risolto se non accordi preliminari tra Gran Bretagna e Russia, con riserva di ulteriori discussioni e conclusioni con te. Su questa base sono sicuro che non ti dispiacerà il nostro tentativo di avere un incontro con i russi." Lo stesso giorno Churchill inviò una lettera a Stalin dicendo che la Gran Bretagna aveva legami speciali con il re Pietro II e il re Giorgio II della Grecia, che rendeva una questione d'onore britannico il loro ritorno ai loro troni, anche se precisando di credere che i popoli dei Balcani avevano il diritto di scegliere qualsiasi forma di sistema politico che gli piaceva tranne il fascismo. Churchill affermò che le percentuali erano solo "un metodo con cui nei nostri pensieri possiamo vedere quanto siamo vicini" e trovare un modo per avvicinarci. Verso il governo di guerra al suo ritorno a Londra il 12 ottobre, Churchill dichiarò che l'accordo era "solo una guida provvisoria per l'immediato futuro in tempo di guerra ...". Churchill sosteneva che cedere la Romania alla sfera sovietica era solo perché il generale Ion Antonescu aveva scelto di prendere parte all'operazione Barbarossa nel giugno 1941. Attraverso Eden si assicurò da Molotov l'impegno che i bulgari si dovevano  ritirare dalle parti della Jugoslavia e della Grecia che avevano occupato; il problema delle sfere di influenza in Bulgaria e l'armistizio bulgaro non scomparve. Dopotutto, gli americani avevano scoperto un interesse per la Bulgaria, e il segretario di Stato Cordell Hull insisteva su un testo di accordo di armistizio che avrebbe dato alla delegazione americana sull'ACC di supervisionare la Bulgaria con la stessa voce della delegazione sovietica.

## Conseguenze
Secondo Churchill, l'accordo fu molto favorevole per la Gran Bretagna poiché l'EAM controllava gran parte della Grecia, che Stalin approvò di farla far parte della sfera di influenza britannica, mentre in cambio la Gran Bretagna riconobbe la Bulgaria e la Romania, che l'Armata Rossa già occupava, nella sfera di influenza sovietica. Dal punto di vista britannico, avere la Grecia nella sfera d'influenza britannica poneva fine a qualsiasi possibilità che l'EAM potesse arrivare al potere e quindi fornire basi all'Unione Sovietica in Grecia, in una posizione chiave per il controllo del Mediterraneo orientale, per Churchill molto importante rispetto al resto dei Balcani. Il fatto che Roosevelt non condividesse l'entusiasmo di Churchill per il ripristino del re Giorgio II come re di Grecia fu un fattore cruciale per raggiungere il suo accordo con Stalin sulla Grecia ed escludere gli americani. Churchill temeva che se Roosevelt fosse stato incluso nei colloqui sul futuro della Grecia, gli americani avrebbero potuto schierarsi con i sovietici e avrebbero accettato di riconoscere l'EAM come il governo legittimo. Durante i combattimenti della Dekemvriana ad Atene, Roosevelt rilasciò una dichiarazione di disapprovazione contro i britannici che combattevano l'EAM, e in privato dichiarò di essere sconvolto dal modo in cui gli inglesi reclutavano apertamente i battaglioni di sicurezza collaborazionisti che avevano servito la Germania nazista per combattere contro l'EAM. Allo stesso modo, la copertura mediatica americana della Dekemvriana era estremamente ostile nei confronti degli inglesi con i giornalisti americani che criticavano Churchill per aver reclutato i battaglioni di sicurezza per combattere per l'impopolare re Giorgio.
In risposta alle affermazioni americane secondo cui la Gran Bretagna esercitava una "politica di potere" in Grecia, Churchill parlò in modo brusco in un discorso: "Cosa sono le politiche di potere? ... Avere una Marina doppia rispetto a qualsiasi altra Marina nella politica di potere mondiale? avere la più grande aeronautica del mondo, con basi in ogni parte della politica del potere mondiale? Avere tutto l'oro nella politica del potere mondiale? In tal caso, non siamo certamente colpevoli di questi reati, mi dispiace dirlo. Sono lussi che sono deceduti". Riflettendo la persistente amarezza delle critiche americane alla sua politica durante la Dekemvriana, Churchill descrisse nel suo libro Seconda Guerra Mondiale: parte VI: Trionfo e Tragedia il proclama della Dottrina Truman nel 1947 come un tardivo riconoscimento americano della correttezza della sua politica verso la Grecia, scrivendo come eventi successivi avevano "completamente giustificato" le sue azioni. Churchill contrappose la dichiarazione del sottosegretario di Stato decano Acheson nel 1947 davanti al Senato, secondo cui la vittoria dei comunisti greci nella guerra civile greca sarebbe stata "pericolosa" per gli Stati Uniti, con le "critiche feroci" americane sulla politica britannica nella Dekemvriana. Almeno una parte del motivo per cui Churchill rivelò l'accordo sulle percentuali in Trionfo e Tragedia fu stato quello di presentarsi come uno statista lungimirante che aveva abilmente firmato l'accordo sulle percentuali per impedire all'Unione Sovietica di sostenere EAM.
Alla Conferenza di Jalta (febbraio 1945), Roosevelt suggerì che le nuove questioni sollevate nell'accordo sulle percentuali fossero decise dalle nuove Nazioni Unite. Stalin era sgomento perché voleva una sfera di influenza sovietica nell'Est Europa.
Secondo Melvyn Leffler, Churchill "cercò di rinnegare" l'accordo sulle percentuali alla fine della guerra mondiale e sulla protezione della Grecia. Ciò fu particolarmente vero in quanto Churchill e Roosevelt avevano mantenuto un riguardo tale verso l'accordo che i loro successori in carica non ne erano a conoscenza. Stalin, nel frattempo, inizialmente credeva che l'accordo segreto fosse più importante dell'accordo pubblico a Yalta, portando alla sua percezione del tradimento e alla crescente urgenza di garantire governi alleati al confine con l'URSS.

I libri di Churchill sulla storia della seconda guerra mondiale furono scritti tanto per influenzare il presente quanto per capire il passato. Negli anni '50, Churchill era ossessionato dalla possibilità di una guerra nucleare e desiderava moltissimo trovare un modo per disinnescare la guerra fredda prima che si trasformasse in una terza guerra mondiale, che credeva potesse essere la fine dell'umanità. Un tema importante dei successivi volumi della serie Storia della Seconda Guerra Mondiale era che fosse possibile raggiungere un'intesa con l'Unione Sovietica. Alla luce di queste preoccupazioni, Churchill presentò l'accordo sulle percentuali come un trionfo della statecraft, con l'ovvia implicazione che questa era la soluzione alla Guerra Fredda con le potenze occidentali e l'Unione Sovietica che accettava di rispettare le sfere di influenza reciproche. In un'intervista del 1956 con CL Sulzberger, Churchill disse:
Stalin non ha mai tradito la sua parola. Abbiamo concordato sui Balcani. Ho detto che avrebbe potuto avere la Romania e la Bulgaria, e ha detto che avremmo potuto avere la Grecia ... Quando entrammo nel 1944 Stalin non interferì.
Tutti i paesi caddero sotto il controllo comunista con l'eccezione della Grecia, dove i comunisti persero la guerra civile greca. Dopo la rottura di Tito e Stalin del 1948, la Jugoslavia, che era stata considerata nella sfera di influenza sovietica, divenne neutrale durante la guerra fredda. La Bulgaria, la Romania e l'Ungheria erano nella sfera di influenza sovietica dopo il 1945. Dopo il 1956, l'Ungheria sotto János Kádár rimase fedele a Mosca per quanto riguarda gli affari esteri, ma introdusse importanti riforme nella sfera domestica che furono soprannominate "comunismo del gulasch". La Romania sotto Gheorghe Gheorghiu-Dej fu inizialmente leale all'Unione Sovietica, ma iniziò a mostrare segni di indipendenza dal 1959 in poi con Gheorghiu-Dej che respingeva i piani economici sovietici per la Romania. La tendenza rumena ad allontanarsi dalla sfera di influenza sovietica aumentò sotto Nicolae Ceaușescu, che stabilì relazioni diplomatiche con la Germania occidentale nel 1967, criticò pubblicamente le invasioni sovietiche della Cecoslovacchia nel 1968 e dell'Afghanistan nel 1979, e nel 1971 visitò la Cina, che appena combatté una guerra di confine con l'Unione Sovietica nel 1969, per lodare Mao Zeodong come modello per la Romania. La tendenza rumena a lodare la Cina, che aveva sfidato l'Unione Sovietica per la leadership del mondo comunista, era ampiamente considerata sia in patria sia all'estero come antisovietica.